# Trung Hòa, Chiêm Hóa
Trung Hòa là một xã thuộc huyện Chiêm Hóa, tỉnh Tuyên Quang, Việt Nam.
Xã có diện tích 156,87 km², dân số năm 1999 là 3053 người, mật độ dân số đạt 19 người/km².